# Ана Брнабич
Ана Брнабич (серб. Ana Brnabić, Ана Брнабић; нар. 28 вересня 1975, Белград) — сербська політична діячка, спікер сербського парламенту з 20 березня 2024 року, експрем'єр-міністр Сербії з 29 липня 2017 до 20 березня 2024 року. До того міністр державного управління та місцевого самоврядування в уряді Александара Вучича з 2016 р. Перша жінка-міністр, яка є відкритою лесбійкою в уряді Республіки Сербія.

## Біографія
У 1994 р. закінчила середню школу в Белграді. До 1998 р. вивчала управління бізнесом в Університеті Нортвуд у штаті Мічиган, США. Пізніше вчилася у британському Університеті Халла, де здобула ступінь МДА (англ. Master of Business Administration — MBA). У 2001 р. повернулася до Сербії, працювала у галузі консалтингу. З 2002 по 2011 рр. — в Агентстві США з міжнародного розвитку. З 2011 р. працювала в американській компанії Continental Wind Serbia, з січня 2013 р. є її директоркою. У 2006 р. брала участь у створенні Національного альянсу місцевого економічного розвитку (NALED), з 2013 р. була віцепрезидентом, а у 2016 р. стала президентом цієї організації.
Після президентських виборів 2017 року, в ході яких перемогу здобув чинний прем'єр-міністр Александар Вучич, Ана Брнабич була запропонована на пост прем'єр-міністра Сербії. 15 червня 2017 року Президент Сербії Александар Вучич призначив Брнабич прем'єр-міністром Сербії.
Володіє англійською та російською мовами.